# La Tribune des critiques de disques
La Tribune des critiques de disques est une émission de radio française créée par Armand Panigel et Jean Roy en 1946 et présentée par Armand Panigel de 1946 à 1983 sur Paris-Inter d'abord, puis sur France Musique. Elle fut d'abord créée sous le titre du Club des amateurs de disques. Les premières émissions avaient comme critiques attitrés Antoine Goléa, Jacques Bourgeois, José Bruyr et Jean Roy. Si on omet les changements de nom, c'est la plus ancienne émission de radio française qui soit toujours diffusée.
Par la suite, de 1991 à 1995 elle est animée par Jean-Pierre Derrien sous le titre À bon entendeur salut ! ; de 1997 à 1999 par Gérard Courchelle sous le titre la Tribune de France-Musique ; de 2000 à 2006 par Frédéric Lodéon sous le titre Le Pavé dans la mare ; et en 2007 et 2008 par Renaud Machart sous le nom Les Rois de la galette. De 2008 à 2011 l'émission reprend son titre original La Tribune des critiques de disques, produite et animée par François Hudry. De 2011 à 2013, elle prend comme titre Le Jardin des critiques et est présentée par Benjamin François. Depuis l'automne 2013, reprenant à nouveau son titre original, elle passe sous la direction de Thierry Beauvert, puis de Jérémie Rousseau en septembre 2014.
Fondée sur le principe de l'écoute comparative à l'aveugle, elle confronte différentes versions discographiques d'une même œuvre de musique classique – le plus souvent parues au cours des vingt précédentes années – à une assemblée constituée, selon les émissions, de divers intervenants –  critiques, journalistes musicaux, musicologues, historiens de la musique, interprètes classiques –  qui analysent et déterminent la version de leur préférence c'est-à-dire la version de référence.